# 후한 질제
한 효질황제 유찬(漢 孝質皇帝 劉纘, 138년 ~ 146년, 재위 145년 ~ 146년)은 후한의 10대 황제이다.
후한 장제의 고손으로, 장제의 서자 천승정왕의 증손이며 낙안이왕의 손자이고 발해효왕의 아들이다. 충제가 위독해지자 대장군 양기(梁冀)가 낙양으로 불러왔으며, 충제가 죽자 양기와 양황후가 황제로 세웠다. 질제는 양기에게 지절을 주고 건평후로 봉했다.
총명하여, 양기의 전횡을 알고 조회에서 양기를 바라보고 “그대는 발호장군이로다.”라고 하였다. 이 때문에 양기에게 짐살당했다.

## 기년
| 질제        | 원년            |
| ----------- | --------------- |
| 서력 (西曆) | 146년           |
| 간지 (干支) | 병술(丙戌)      |
| 연호 (年號) | 본초(本初) 원년 |